# 12 (nombre)
« Douze » redirige ici. Cet article concerne le nombre 12. Pour les autres significations, voir Douze (homonymie).
Le nombre 12 (douze) est l'entier naturel suivant 11 et précédant 13.

## En mathématiques
Le nombre 12 est un nombre composé, hautement composé, pratique, un nombre Harshad, un nombre oblong, un nombre de Pell et la super-factorielle de 3 : sf(3)= 1! × 2! × 3!,
12 est un nombre sublime car le nombre de ses diviseurs et la somme de ses diviseurs, sont tous deux des nombres parfaits.
12 est aussi le plus petit nombre abondant.
12 est le 4e nombre brésilien et le 3e nombre composé brésilien car 12 = 225.
Un polygone à douze côtés est un dodécagone. Un polyèdre à douze faces est un dodécaèdre. Douze est un nombre pentagonal.
Le plus petit carré trimagique connu à ce jour est d'ordre 12.
Le système duodécimal qui est l'usage de 12 comme facteur de division (ou comme nombre de chiffres) pour beaucoup de poids et mesures historiques, incluant des systèmes encore utilisés tels que les heures, est probablement originaire de Mésopotamie.
Dans les Mathématiques babyloniennes douze était un diviseur de la base sexagésimale utilisée par les babyloniens.
Schoolhouse Rock! (en), série Américaine, relate un jeune alien possédant douze petits orteils dans le court métrage  « Little Twelvetoes ».
Si l'humanité était née avec douze doigts, elle aurait compté et multiplié en utilisant le système duodécimal. Toutefois, il n'est pas nécessaire d'avoir douze doigts pour ce faire, puisque les « Anciens » pouvaient facilement arriver au système duodécimal en comptant simplement avec le pouce d'une main les 12 phalanges des quatre autres doigts de cette main, une pratique encore en usage jusqu'à nos jours en Iran et en Irak. Les Babyloniens pouvaient avec l'autre main compter en base soixante (60 = 5 × 12).
En base 13 et dans les bases plus élevées, (telle que l'hexadécimal), douze est représenté par C.
En anglais, l'étymologie (Weekley, Skeat) suggère que « twelve » (similaire à « eleven ») est constitué de deux parties, la première voulant dire « two » (deux) et la seconde « leftover » (reste), donc une traduction littérale voudrait dire « deux restants (après avoir pris dix) ».
Les quatre premiers entiers positifs figurent dans l'identité 12 = 3 × 4, qui peut être continuée avec 56 = 7 × 8.
12 est la somme des quatre premiers nombres pairs (0 + 2 + 4 + 6 = 12).
12 est la somme des deux premières puissances de 2 d'exposant premier (22 + 23 = 12).
12 est la somme des deux premières puissances de 3 d'exposant non nul (31 + 32 = 12).
Le sixième nombre pair à deux chiffres.
Le troisième nombre divisible par 4 et le quatrième nombre divisible par 3.
Le deuxième nombre divisible par 6.

## Dans d'autres domaines

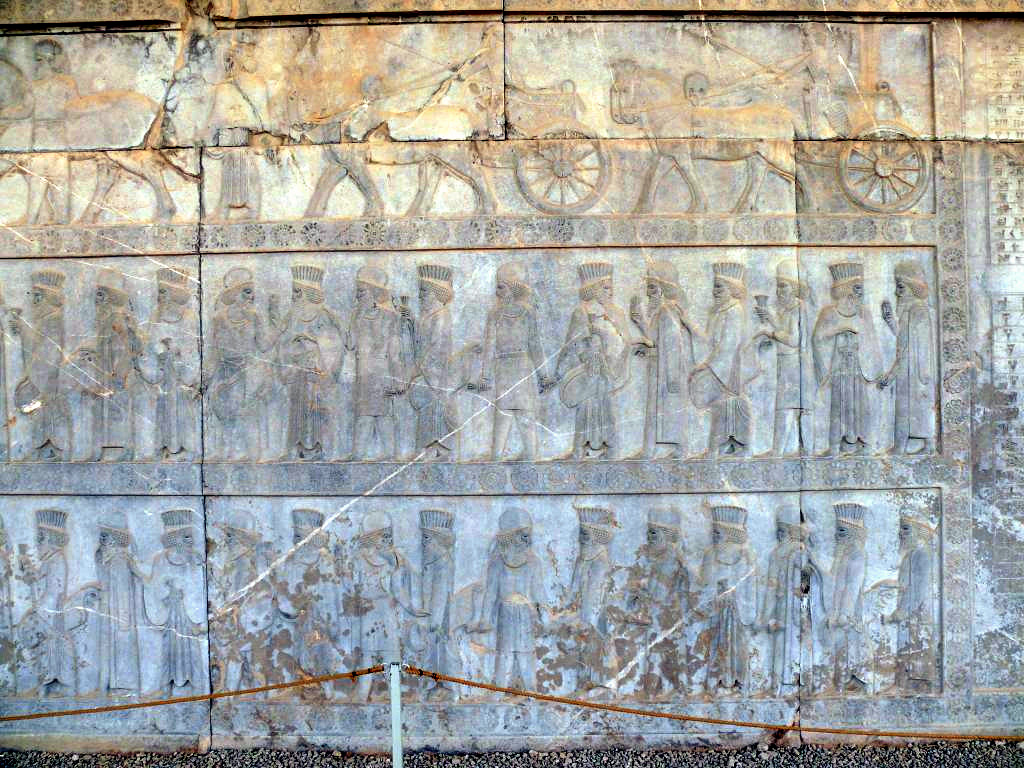
Des fleurs à 12 pétales et des rayons de char à 12 rayons, Persepolis

En imprimerie, le douze (abrégé en dz) est l'autre nom donné au cicéro, unité de mesure typographique équivalent à 12 points typographiques.
Le nombre douze est souvent utilisé comme unité de vente dans le commerce, et fait souvent référence à une douzaine. Douze douzaines sont appelées une grosse. Dans la culture anglo-saxonne, il y a treize pains dans une douzaine de boulanger (« treize à la douzaine »).
Un douzain est un poème de douze vers.
Une ancienne monnaie du Moyen Âge correspondant à douze deniers.
Il y a douze mois dans une année.
Midi correspond à la douzième heure, parfois noté 12:00 pm.

Minuit est parfois noté 12:00 am.
La division entre deux douzaines d'heures provient des Égyptiens de l'Antiquité qui, la nuit, tenaient compte des étoiles pour déterminer le début des offices. Certaines nuits d'été, seules douze étoiles se levaient à l'horizon. Par la suite, l'invention de la clepsydre  a permis de diviser la journée en 24 heures.
Le zodiaque occidental possède douze signes, comme le zodiaque chinois.
Les divinités olympiennes étaient au nombre de 12. Ce système duodécimal est probablement de conception astrale, lié aux 12 signes du zodiaque et aux douze mois de l'année.
Le nombre des travaux d'Hercule est 12.
Le chiisme duodécimain reconnaît douze imams.
Il y a normalement douze paires de côtes dans un corps humain.
La tradition juive et l'ancien testament de la Bible parle des douze tribus d'Israël. Le nouveau testament de la Bible décrit douze apôtres de Jésus-Christ.
Douze étoiles sont placées en cercle sur le drapeau européen.
Dans la pratique juive moderne, une fille obtient sa Bat Mitsva le Shabbat suivant son douzième anniversaire.
Aux États-Unis, douze personnes sont payées pour siéger dans un jury pour les procès de crimes. Ceci dans tous les États, sauf quatre, ainsi que dans les cours fédérales et D.C..
Au jeu de palet breton, les parties se déroulent en 12 points gagnants, excepté les finales de tournois, se déroulant en 15 points.
Le nombre 12 est aussi :
- Le numéro atomique du magnésium,
- le numéro de la sourate Yusuf dans le Coran,
- Le code ASCII et Unicode pour form feed,
- En musique, le nombre de demi-tons dans une octave. Donc, c'est le nombre total de clefs majeures, (en ne comptant pas les équivalents enharmoniques) et le nombre total de clefs mineures (en ne comptant pas non plus les équivalents). Une gamme formée de l'ensemble de ces tons est appelée chromatique. Une grille de Blues fait 12 mesures.
- les douze preux de Charlemagne, chevaliers légendaires qui auraient entouré Charlemagne.
- les douze Césars, empereurs romains sujets de l'oeuvre Vie des douze Césars de Suétone ;
- 12″ (12 pouces), la taille habituelle d'un maxi vinyle,
- 12 cm est le diamètre habituel des CD, DVD et Blu-ray,
- Le nombre de dan (maître) grades au judo.
- Au rugby, un des centres, le plus souvent mais pas toujours le centre intérieur, porte le no 12.
- Le nombre d'années de mariage des noces de soie.
- Dans le test de couleurs d'Ishihara, 12 est sur la première plaque que les personnes de vision normale et daltoniennes peuvent discerner.
- Le no  du département français de l'Aveyron.
- L'ancien numéro unique des renseignements téléphoniques français, rebaptisé temporairement « 118 008 » par France Télécom, dans le cadre d'une opération publicitaire liée à la disparition du numéro unique de renseignement téléphonique en France.
- Le nom d'un hameau de Paulhac (Cantal).
- Le duodénum (du latin duodecim, douze) est la première partie des intestins qui fait environ douze pouces de long.
- Il y a 12 syllabes dans un alexandrin.
- Le calibre 12 est le calibre le plus courant pour les fusils de chasse. Par extension on réfère souvent familièrement à une arme conçue pour ce calibre par le raccourci : « un douze ».
- Un modèle de voiture de la marque Renault.
- 12 permet aussi de remplacer les multiplicités " 0..* ", " * " et " 1..* " en notation UML.

Au cinéma :
- Douze hommes en colère (12 angry men) de Sidney Lumet (1957), avec Henry Fonda
- Les douze salopards (The dirdty dozen) de Robert Aldrich (1967), avec Lee Marvin, Ernest Borgnine, Charles Bronson, John Cassavetes, Telly Savalas et Donald Sutherland
- 12 + 1 de Nicolas Gessner (1969), avec Sharon Tate, Vittorio Gassman, Orson Welles et Vittorio De Sica
- L'armée des 12 singes (12 monkeys) de Terry Gilliam (1995), avec Bruce Willis et Madeleine Stowe
- Twelve Years a Slave de Steve McQueen (2012), avec Chiwetel Ejiofor
- 12 jours de Raymond Depardon (2017)
- La Nuit du 12 de Dominik Moll (2012), avec Bastien Bouillon et Bouli Lanners

### Livres religieux
- Chronologiquement ce nombre trouve ses origines dans l'Antiquité où il était un diviseur et inverse du Système sexagésimal utilisé en mésopotamie, en Inde et en Asie. Ce symbole a marqué différentes cultures, notamment les douze divinités olympiennes (Dodekatheon), les douze constellations du zodiaque occidental (♈,♉,♊,♋,♌,♍,♎,♏,♐,♑,♒,♓), les douze travaux d'Hercule (Dôdekathlos), Loi des Douze Tables romaine (Lex Duodecim Tabularum).
- La Bible — peut-être sous influence mésopotamienne — cite le nombre douze dans plusieurs livres et à plusieurs reprises: dans le livre des Chroniques, dans le livre de l'Apocalypse, le livre des nombres, le livre de Josué, le livre des Rois.
- Le Coran, cite également le nombre douze : les douze sources de la sourate de la Vache, les douze chefs de la sourate de la Table service, les douze tribus de la sourate Al-Araf, les douze mois d'Allah, de la sourate du repentir ;
- Selon Arsène Heitz, ce nombre a également eu pour inspiration la religion chrétienne : les douze étoiles de Marie inspirées de la Bible[5], mais les membres du Comité des ministres du Conseil de l'Europe qui adopte le drapeau, n'étaient pas conscients de cette inspiration, ce qui n'empêche pas le mythe de la couronne de la Vierge Marie flottant sur une Europe pour symboliser ses racines chrétiennes, de persister[6]. Ce nombre a été faussement présenté comme le symbole des douze premiers États membres de l'Union européenne, puisqu'il existe depuis 1955. Il y a confusion avec un projet de drapeau à quinze étoiles, représentant les pays alors membre du Conseil de l'Europe, qui avait été proposé en 1953[7].